# Bryodelphax asiaticus
Espèce
Bryodelphax asiaticus est une espèce de tardigrades de la famille des Echiniscidae. 

## Distribution
Cette espèce est endémique de Mongolie. Elle se rencontre dans le parc national du lac Khövsgöl entre 1 650 et 1 900 m d'altitude.

## Description
L'holotype mesure 147 µm.

## Étymologie
Son nom d'espèce lui a été donné en référence au lieu de sa découverte, l'Asie.

## Publication originale
- Kaczmarek & Michalczyk, 2004 : A new species Bryodelphax asiaticus (Tardigrada: Heterotardigrada: Echiniscidae) from Mongolia (central Asia). Raffles Bulletin of Zoology, vol. 52, no 2, p. 599-602 (texte intégral).